# Friedrich Schürr
Friedrich Josef Maria Schürr (Vienna, 9 giugno 1888 – Costanza, 24 agosto 1980) è stato un linguista austriaco, considerato il maggiore studioso della lingua romagnola.

## Biografia
Nacque a Vienna da Josef e Thekla Heick. All'età di un anno si trasferì con la famiglia in Carinzia a Klagenfurt, dove frequentò le scuole inferiori e il liceo.
S'iscrisse all'Università di Vienna nella Facoltà di Ingegneria su spinta del padre architetto, ma senza entusiasmo. Dopo pochi anni passò agli studi di filologia romanza e filologia germanica, scoprendo una vocazione per gli studi letterari.
Studiò romanistica con il celebre linguista svizzero Wilhelm Meyer-Lübke (una tra le personalità più rilevanti della linguistica romanza del suo tempo) e Philipp August Becker; storia dell'arte con Josef Strzygowski e germanistica con Jakob Minor. Gli fu assegnata come tesi di laurea una ricerca sul Pvlon matt ("Paolone matto"), poema romagnolo del XVI secolo scritto da un anonimo cesenate, di cui era comparsa nel 1887 la prima edizione assoluta a stampa. Schürr si laureò tra il 1910 ed il 1911. Argomento della tesi fu l'analisi grammaticale dell'opera: Zur Kenntnis des Romagnolischen (Vokalismus u. intervokale Dentalia) (“Per la conoscenza del Romagnolo. Vocalismo e dentali intervocaliche”). Dopo la laurea fece un viaggio a Firenze. Durante il ritorno, volle fermarsi in Romagna per sentire come parlavano i contemporanei e come si pronunciavano le parole. Scoprì che la parlata reale era molto diversa rispetto all'idea che si era formato; ciò lo indusse a compiere altri viaggi in Romagna per studiare i mutamenti storico-linguistici avvenuti nei secoli. Conobbe Aldo Spallicci, medico e poeta bertinorese, che divenne un costante punto di riferimento nei suoi soggiorni in Romagna.
Nella primavera del 1914 Schürr tornò in Italia per condurre una ricerca sulla lingua romagnola per conto del Phonogrammarchiv dell'Accademia austriaca delle scienze. Una parte integrante della ricerca fu la registrazione della viva voce dei parlanti. L'istituzione mise a disposizione di Schürr un fonografo, che registrava suoni grazie all'incisione su dischi di cera, ideato e realizzato dai tecnici dell'Accademia: l'Archivphonograph IV. Lo studioso viennese fu il primo a utilizzare un apparecchio di registrazione sonora per studiare la lingua romagnola.

Schürr percorse tutta la Romagna. Alle persone che accettavano di essere intervistate faceva leggere una serie di 57 frasi in italiano (oltre a versi di poesie e battute di testi teatrali) e poi chiedeva di tradurle nel proprio dialetto. Per realizzare la ricerca sul campo, Schürr si avvalse ancora una volta della collaborazione di Aldo Spallicci. Diede un valido contributo anche Santi Muratori, direttore della Biblioteca Classense di Ravenna. Le località toccate da Schürr furono Ravenna, Meldola, Imola, Rimini, Santarcangelo, Coccolia (frazione di Ravenna), Morciano, Faenza, Cesena e Forlì. Tra gli informatori figurano i nomi di Paolo Poletti, Guido Guerrini, Paolo Toschi, Isotta Gervasi e lo stesso Santi Muratori.
Le ricerche sul campo di Schürr furono raccolte in tre fondamentali studi storico-linguistici, pubblicati negli anni 1917, '18 e '19 ad un anno di distanza l'uno dall'altro (Romagnolische Mundarten, Romagnolische Dialektstudien I e Romagnolische Dialektstudien II). Egli scoprì che la lingua romagnola aveva acquisito i suoi tratti distintivi durante i secoli tra il VI e l'VIII. In quel periodo l'Italia era divisa tra bizantini e longobardi. L'Esarcato di Ravenna si trovò isolato politicamente e culturalmente dal resto della Pianura padana. Esso assunse così la sua specificità rispetto ai dialetti del resto della zona padana, che finirono invece sotto il dominio longobardo. Grazie a tali studi Schürr ottenne la sua prima libera docenza in filologia romanza, che lo avviò a una lunga e prestigiosa carriera accademica nelle università tedesche ed austriache di Graz, Marburgo, Colonia, Tubinga, Ratisbona e Friburgo in Brisgovia.
Oltre alle opere sulla parlata romagnola, Schürr studiò diversi dialetti italiani (ferrarese, toscano, i dialetti umbri e i dialetti italiani meridionali) e diverse lingue europee: francese, spagnolo (in particolare le figure di Cervantes e Unamuno), portoghese, rumeno, sempre con prevalente interesse per i problemi fonetico-fonologici. Fu autore di un importante studio sulla dittongazione romanza, La dittongazione romanza e la riorganizzazione dei sistemi vocalici. Il 7 marzo 1974 fu insignito della cittadinanza onoraria di Ravenna. Nello stesso anno uscì la sua ultima opera sul romagnolo, La Voce della Romagna. Profilo linguistico-letterario.
Morì il 24 agosto 1980 a Costanza. È sepolto nel cimitero di Allmannsdorf, un sobborgo della città. Nel 1927 aveva sposato a Witten, in Germania, Magdalena Brenscheidt (1902-1980), dalla quale non aveva avuto figli.

## Dopo la morte
Nel 1981 Ada Spallicci Carini, figlia di Aldo Spallicci, ha donato alla Fondazione Cassa di Risparmio di Ravenna il carteggio Schürr-Spallicci (oltre 30 lettere datate tra il 1911 e il 1978). L'istituzione ha costituito il Fondo Schürr, arricchitosi nel tempo con diversi manoscritti e una cospicua parte del patrimonio librario dello studioso austriaco. È conservato nella biblioteca della Cassa di Risparmio di Ravenna.

## Intitolazioni
Allo studioso austriaco è dedicata l'associazione culturale «Istituto Friedrich Schürr per la salvaguardia e la valorizzazione del patrimonio dialettale romagnolo», con sede a Santo Stefano di Ravenna.

## Opere

### Studi sul romagnolo
Articoli
- 1911: Del posto che spetta al romagnolo fra i dialetti limitrofi, ne «Il Plaustro», Anno I, n. 6, Forlì.
- 1913: Intorno ai rapporti fra lingua e dialetti e del valore della poesia dialettale, ne «Il Plaustro», Anno III, n. 29, Forlì.
- 1933: La posizione storica del Romagnolo fra i dialetti contermini, in «Revue de Linguistique romane», vol. IX, pp. 203-228. (versione digitalizzata)
- 1940: Spallicci Maria, La poesia popolare romagnola; S. Dieselbe, La poesia dialettale romagnola, in «Zeitschrift für Volskunde», Band 11, Heft 1/2.
- 1940: Pulon matt: der Rasende Roland auf dem Dorfe, in «Zeitschrift für Volkskunde», Band 11, Heft 1-2,.
- 1941: Poesia dialettale e letteratura nazionale, in «Convivium», Torino: SEI, pp. 519-534.
- 1954: Profilo dialettologico della Romagna, in «Orbis. Bulletin international de documentation linguistique», III, n. 2, pp. 471-485
- 1956: Nuovi contributi allo studio dei dialetti romagnoli. I. Dittongazioni, II. La quantità sillabica, la flessione interna, il consonantismo, III. Morfologia, in «Rendiconti dell'Istituto lombardo di Scienze e Lettere», nn. 89-90, pp. 121-145, 313-333, 455-457, 663-694
- 1963: Caratteristiche del dialetto romagnolo, in «Questa Romagna I», Bologna, Alfa, pp. 544-552
- 1969: Il vocabolario del Morri e i primordi degli studi dialettali romagnoli, in «Convegno di studi su Antonio Morri», Faenza, Lega, pp. 39-51.
- 1975/76: Aldo Spallicci e gli studi dialettali, «La Piê», n. 6, pp. 246-249.
- 1978: Alcune etimologie romagnole riguardanti il vino, in «Italia linguistica nuova e antica», vol. II, Galatina, Congedo editore, pp. 229-232.
- 1982 (postumo): Fra i dialetti romagnoli, in Gianni Quondamatteo, Dizionario romagnolo (ragionato), I vol., Villa Verucchio,  Tipolito La pieve[8]

Monografie
- 1917: Romagnolische Mundarten. Sprachproben in phonetischer Transkription auf Grund Phonographischer Aufnahmen, Sitzungsberichte der Akademie der Wissenschaften in Wien, Philosophisch-Historische Klasse, 181/2, Wien[9]; ora, con in traduzione italiana, in: Le ricerche di Friedrich Schürr in Romagna nel 1914 (Imola, 2014).
- 1918: Romagnolische Dialektstudien I. Lautlehre alter Texte, Sitzungsberichte der Akademie der Wissenschaften in Wien, Philosophisch-Historische Klasse, 187/4, Wien[10].
- 1919: Romagnolische Dialektstudien II. Lautlehre lebender Mundarten[11]
- 1938: La classificazione dei dialetti italiani, Leipzig: H. Keller (tr. it. San Casciano in Val di Pesa, Tipografia F.lli Stianti).
- 1974: La voce della Romagna. Profilo linguistico-letterario, Ravenna: Edizioni del Girasole.

### Studi sullo spagnolo
- Miguel de Unamuno, der Dichterphilosoph des tragischen Lebensgefühls, Bern-München: Francke, 1962.
- Cervantes: Leben und Werk des grossen Humoristen, Bern-München: Francke, 1963.

### Linguistica romanza
- "Entstehung und Sinn der Göttlichen Komödie", Estr. da: Deutsches Dante-Jahrbuch, n. 44-45, 1967.
- Erlebnis. Sinnbild. Mythos: Wege der Sinndeutung romanischer Dichtung. Ausgewahlte, Aufsatze und Vortrage, Bern-Munchen: Francke, 1968.
- Umlaut und Diphtongierung in der Romania[12]; trad. it. dall'edizione francese (1970) di Maria Valeria Miniati e Sanzio Balducci, La dittongazione romanza e la riorganizzazione dei sistemi vocalici, Ravenna: Edizioni del Girasole, 1980.
- Probleme und Prinzipien romanischer Sprachwissenschaft Tubingen: G. Narr, 1971.

Schürr scrisse anche una breve autobiografia: Wie ich Romanist wurde ("Come sono diventato un filologo romanzo"), «Carinthia I», 158, 1968, pp. 116-135.

## Registrazioni audio
- Friedrich Schürr's Recordings from Romagna [1914], edito nel 2014 dal Phonogrammarchiv dell'Accademia austriaca delle Scienze (collana "Phonogrammarchiv - The Complete Historical Collections 1899-1950"). Cofanetto contenente un cd audio e un cd dati. Quest'ultimo contiene la versione in pdf di Romagnolische Mundarten (la trascrizione dei testi delle registrazioni, edita nel 1917) e il carteggio Schürr-Spallicci.

Sulle ricerche di Friedrich Schürr in Romagna nel 1914 è uscito il seguente volume:
- Cristina Gherardini (a cura di), Le ricerche di Friedrich Schürr in Romagna nel 1914, Imola, La Mandragora, 2014.